# Čížová
Čížová är en ort i Tjeckien.   Den ligger i regionen Södra Böhmen, i den centrala delen av landet, 80 km söder om huvudstaden Prag. Čížová ligger 444 meter över havet och antalet invånare är 907.
Terrängen runt Čížová är huvudsakligen platt, men åt sydost är den kuperad. Runt Čížová är det glesbefolkat, med 19 invånare per kvadratkilometer. Närmaste större samhälle är Písek, 6,6 km sydost om Čížová. I omgivningarna runt Čížová växer i huvudsak blandskog.